# Jamyang Zhaypa
Les Jamyang Zhaypas (tibétain : འཇམ་དབྱངས་བཞད་པ་, Wylie : 'jam dbyangs bzhad pa) sont une lignée de tulkus de l'école Gelug (école des bonnets jaunes) du bouddhisme tibétain. Traditionnellement, ils étaient les maîtres les plus prestigieux du monastère de Labrang dans la province d'Amdo, au Tibet (Gansu moderne, Chine).
Le premier Jamyang Zhaypa, Ngawang Tsondru (1648-1721), originaire de l'Amdo, après avoir étudié au monastère de Drepung, près de Lhassa, est invité par le roi mongol local à revenir région natale afin d'y enseigner le bouddhisme. Par après Tsondru fonde Labrang, l'un des deux grands monastères de l'Amdo. Comme le premier Jamyang Zhaypa a été instruit à Drepung, la lignée a ensuite appartenu au Gelug.
L'actuel Jamyang Zhaypa est le sixième, Lobsang Jigme Thubten Chökyi Nyima (né en 1948). Pendant la Révolution culturelle, il est devenu laïc et s'est marié. en effet, les enseignants bouddhistes tibétains peuvent être soit laïcs soit moines, mais le Jamyang Zhaypa est traditionnellement moine. Il vit actuellement à Lanzhou, capitale provinciale du Gansu.

## Liste des Jamyang Zhaypas

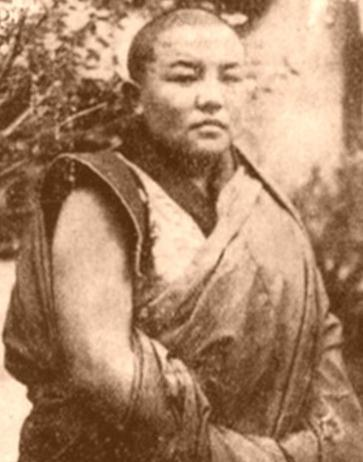
Le cinquième Jamyang Zhaypa, Lobsang Jamyang Yeshe Tenpe Gyeltshen.

| #  | Nom (nom tibétain et titre)               | Dates de naissance et de décès | Wylie                                                    |
| -- | ----------------------------------------- | ------------------------------ | -------------------------------------------------------- |
| 1. | Jamyang Shepe Dorje, Ngawang Tsöndrü (de) | 1648–1721/22                   | 'jam dbyangs bzhad pa'i rdo rje, ngag dbang brtson 'grus |
| 2. | Könchog Jigme Wangpo                      | 1728–1791                      | dkon mchog 'jigs med dbang po                            |
| 3. | Thubten Jigme Gyatsho                     | 1792–1855                      | thub bstan 'jigs med rgya mtsho                          |
| 4. | Kelsang Thubten Wangchug                  | 1856–1916                      | skal bzang thub bstan dbang phyug                        |
| 5. | Lobsang Jamyang Yeshe Tenpe Gyeltshen     | 1916–1947                      | blo bzang 'jam dbyangs ye shes bstan pa'i rgyal mtshan   |
| 6. | Lobsang Jigme Thubten Chökyi Nyima        | 1948-                          | 'blo bzang 'jigs med thub bstan chos kyi nyi ma          |